# Ахмедлі (станція метро)
40°23′08″ пн. ш. 49°57′15″ сх. д. / 40.38556° пн. ш. 49.95417° сх. д.
«Ахмедлі» (азерб. Əhmədli) — станція першої лінії Бакинського метрополітену, розташована між станціями «Халґлар достлугу» і «Азі Асланов». Назву станція отримала через розташування в центрі однойменного селища — Ахмедлі, яке за станом на 2008 рік є зоною масового житлового будівництва.
Станцію відкрито 28 квітня 1989 однією чергою з сусідньою станцією «Халґлар достлугу». Розташована в центрі району Ахмедли. 
Оздоблення лаконічне й просте: колони, оздоблені білим мармуром і коричневим гранітом, немов квадратні мінарети, тримають стелю станції. Підлога станції викладений сірим гранітом, по якому витягнулися дві смуги з білого мармуру, що перетинаючись під прямим кутом утворюють у просторі між собою — прямокутники. Оздоблення колійних стін іде не до стелі, а до рівня трохи вище поїзда. Дві смуги з коричневого граніту на колійній стіні облицьованої світлим мармуром повторюють узор розташований на підлозі станції. Варто зауважити, що оформлення станції подібними смугами дуже гармонує з типовим «смугастим» забарвленням метровагонів.
Станція не має наземних вестибюлів, виходи до міста через підземний перехід.
Конструкція станції — колонна трипрогінна мілкого закладення.